# Llista de comtats de Florida

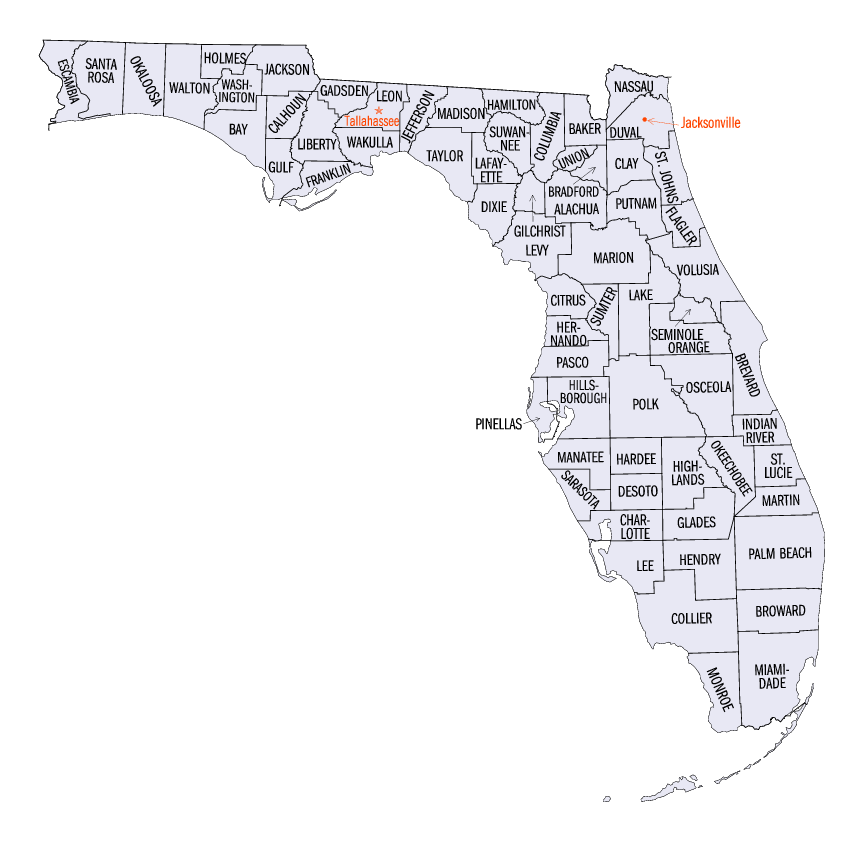
Mapa dels comtats de l'estat de Florida.

L'estat nord-americà de Florida s'organitza en 67 comtats que són subdivisions del govern estatal. Segons la Constitució de Florida (Article 8 Local Government, secció 1 Counties), el govern estatal té el poder de crear i abolir comtats. Segons la constitució estatal, cada comtat de Florida ha de tenir una seu.
El comtat més poblat de l'estat és el comtat de Miami-Dade amb més de 2,8 milions d'habitants segons l'estimació del cens de 2024. Mentre que el comtat de Liberty és el de menys població amb menys de 8.000 habitants. Palm Beach és el comtat més extens amb una superfície superior als 5.000 km², mentre que el comtat d'Union és el de menys extensió amb 622 km² de superfície.
Els noms dels comtats reflecteixen el patrimoni cultural de l'estat. Alguns porten el nom de líders polítics confederats o conqueridors espanyols, mentre que d'altres porten el nom de sants cristians, llocs nadius americans o noms de líders polítics dels Estats Units. Els trets naturals de la regió, com ara rius, llacs i flora, també s'utilitzen habitualment per als noms dels comtats. Florida té comtats que porten el nom de participants d'ambdós bàndols de les guerres Seminola: el comtat de Miami-Dade rep parcialment el nom de Francis L. Dade, un major de l'exèrcit dels Estats Units en aquell moment, mentre que el comtat d'Osceola rep el nom del líder de la resistència muscogee-seminola, Osceola.
L'abreviació postal de Florida és FL i el seu codi FIPS d'estat és el 12.

## Història

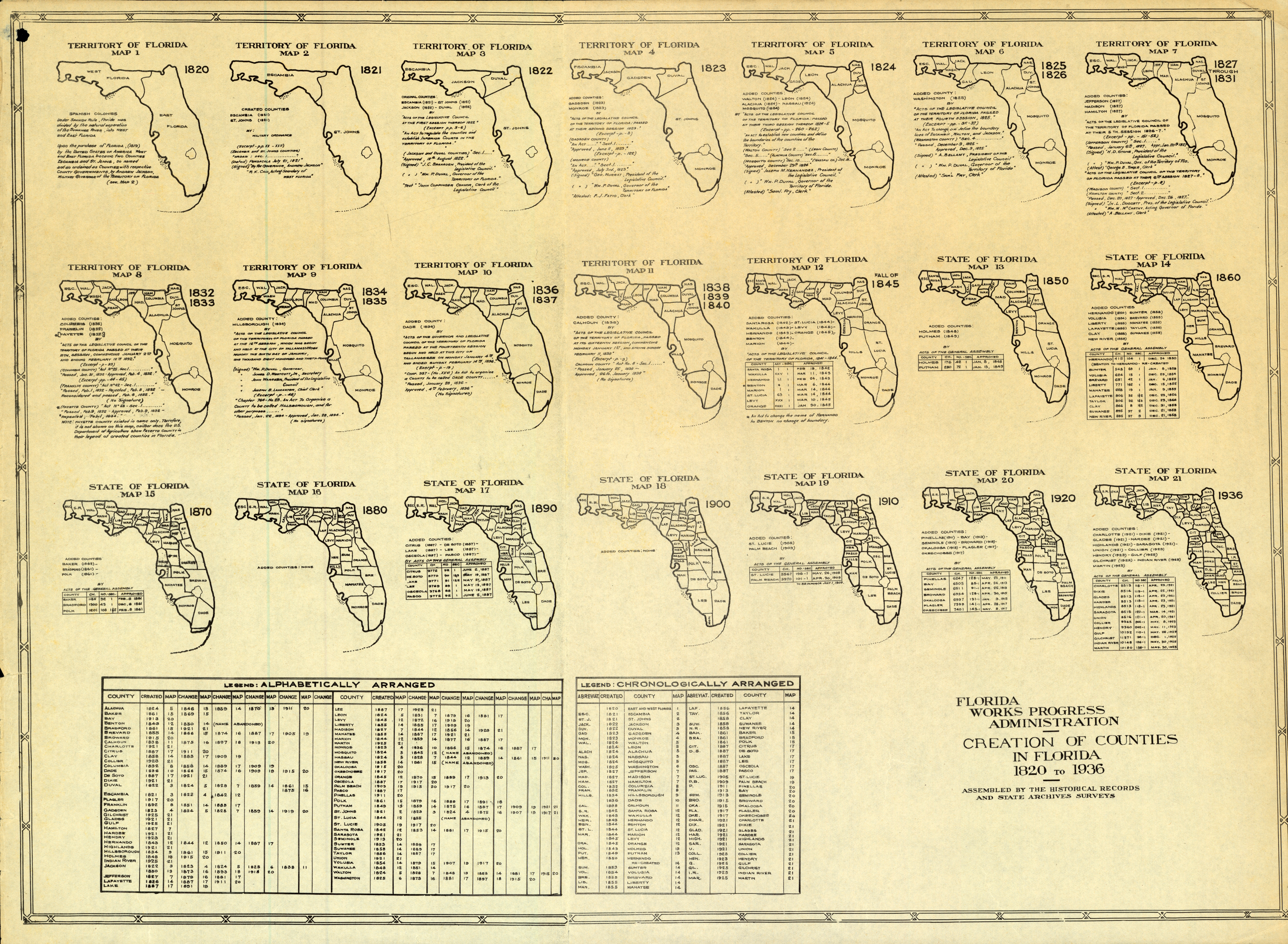
Evolució del procés de creació dels comtats (1820-1936)

Florida es va convertir en un territori dels Estats Units el 1821, amb dos comtats que complementaven les divisions provincials conservades com a territori espanyol, Escambia a l'oest i St. Johns a l'est. Els dos comtats estaven dividits pel riu Suwannee. Tota la resta es van crear més tard a partir d'aquests dos comtats originals. Florida es va convertir en el 27è estat de la Unió el 1845, i l'últim comtat va ser creat el 1925 amb la formació del comtat de Gilchrist a partir d'una porció del comtat d'Alachua.
El 1968, els comtats van obtenir cert poder per a desenvolupar les seves pròpies accions de govern. Totes les seus de comtat, excepte dues, són municipis incorporats: les excepcions són Crawfordville, seu del comtat rural de Wakulla, i East Naples, situat fora dels límits de la ciutat de Naples, al comtat de Collier.

## Comtats actuals
| Nom del comtat | Seu del comtat     | Data de creació | Origen                                                                               | Etimologia del nom | Població (2024) | Superfície | Mapa                   |
| -------------- | ------------------ | --------------- | ------------------------------------------------------------------------------------ | --- | --------------- | ---------- | ---------------------- |
| Alachua        | Gainesville        | 1824            | A partir dels comtats de Duval i St. Johns.                                          | Per una paraula muskogi que significa "gerra", aparentment en referència als clots comuns a la zona.                                            | 291.782         | 2.264 km²  | Comtat d'Alachua       |
| Baker          | Macclenny          | 1861            | A partir del comtat de New River.                                                    | Per James McNair Baker, advocat, polític i senador de Florida al Congrés Confederat durant la Guerra Civil.                                     | 29.325          | 1.515 km²  | Comtat de Baker        |
| Bay            | Panama City        | 1913            | A partir dels comtats de Calhoun i Washington.                                       | Per la badia de Sant Andreu, l'element geogràfic central del comtat.                                                                            | 199.718         | 1.979 km²  | Comtat de Bay          |
| Bradford       | Starke             | 1858            | A partir del comtat de Columbia. Fou anomenat comtat de New River fins al 1861.      | Per Richard Bradford, el primer oficial de Florida a morir a la Guerra Civil.                                                                   | 28.075          | 759 km²    | Comtat de Bradford     |
| Brevard        | Titusville         | 1844            | A partir dels comtats de Hillsborough i Mosquito (anomenat Saint Lucie fins al 1855) | Per Theodore Washington Brevard, colon i més tard controlador estatal.                                                                          | 658.447         | 2.637 km²  | Comtat de Brevard      |
| Broward        | Fort Lauderdale    | 1915            | A partir dels comtats de Miami-Dade i Palm Beach.                                    | Per Napoleó Bonaparte Broward, 19è governador de Florida (1905-1909).                                                                           | 2.037.472       | 3.131 km²  | Comtat de Broward      |
| Calhoun        | Blountstown        | 1838            | A partir dels comtats de Franklin, Jackson i Washington.                             | Per John Caldwell Calhoun, setè vicepresident dels Estats Units.                                                                                | 13.278          | 1.469 km²  | Comtat de Calhoun      |
| Charlotte      | Punta Gorda        | 1921            | A partir del comtat de DeSoto.                                                       | Probablement una corrupció del nom dels Calusa, una tribu ameríndia de la costa de Florida.                                                     | 212.122         | 1.797 km²  | Comtat de Charlotte    |
| Citrus         | Inverness          | 1887            | A partir del comtat d'Hernando.                                                      | Per la quantitat d'àrbres cítrics de la zona.                                                                                                   | 170.174         | 1.513 km²  | Comtat de Citrus       |
| Clay           | Green Cove Springs | 1858            | A partir del comtat de Duval.                                                        | Per Henry Clay, secretari d'estat dels Estats Units (1825-1829).                                                                                | 236.760         | 1.557 km²  | Comtat de Clay         |
| Collier        | East Naples        | 1923            | A partir del comtat de Lee.                                                          | Per Barron Collier, empresari publicitari que es va convertir en el major terratinent i promotor immobiliari privat de Florida.                 | 416.233         | 5.247 km²  | Comtat de Collier      |
| Columbia       | Lake City          | 1832            | A partir del comtat d'Alachua.                                                       | Per Cristòfor Colom, navegant, cartògraf, almirall, virrei i governador general de les Índies al servei dels reis Catòlics.                     | 73.977          | 2.064 km²  | Comtat de Columbia     |
| DeSoto         | Arcadia            | 1887            | A partir del comtat de Manatee.                                                      | Per Hernando de Soto, conqueridor espanyol. | 36.744          | 1.650 km²  | Comtat de DeSoto       |
| Dixie          | Cross City         | 1921            | A partir del comtat de Lafayette.                                                    | Per Dixie, el sobrenom donat al Sud dels Estats Units.                                                                                          | 17.614          | 1.823 km²  | Comtat de Dixie        |
| Duval          | Jacksonville       | 1822            | A partir del comtat de St. Johns.                                                    | Per William Pope Duval, primer governador del Territori de Florida.                                                                             | 1.055.159       | 2.005 km²  | Comtat de Duval        |
| Escambia       | Pensacola          | 1821            | Comtat original.                                                                     | Origen controvertit. Probablement de la paraula muskogi o choctaw "shambia", que significa "aigua clara", o de la paraula castellana "cambiar". | 331.275         | 1.720 km²  | Comtat de Escambia     |
| Flagler        | Bunnell            | 1917            | A partir del comtats de St. Johns i Volusia.                                         | Per Henry Flagler, fundador de la Florida East Coast Railway.                                                                                   | 136.744         | 1.256 km²  | Comtat de Flagler      |
| Franklin       | Apalachicola       | 1832            | A partir dels comtats de Gadsden i Washington.                                       | Per Benjamin Franklin, un dels pares fundadors dels Estats Units.                                                                               | 12.979          | 1.383 km²  | Comtat de Franklin     |
| Gadsden        | Quincy             | 1823            | A partir del comtat de Jackson.                                                      | Per James Gadsden, diplomàtic, soldat i empresari per a qui es va donar nom a la Compra de Gadsden.                                             | 44.151          | 1.336 km²  | Comtat de Gadsden      |
| Gilchrist      | Trenton            | 1925            | A partir del comtat d'Alachua.                                                       | Per Albert W. Gilchrist, vintè governador de Florida.                                                                                           | 20.233          | 904 km²    | Comtat de Gilchrist    |
| Glades         | Moore Haven        | 1921            | A partir del comtat de DeSoto.                                                       | Pel Parc Nacional dels Everglades, un aiguamoll subtropical.                                                                                    | 13.132          | 2.005 km²  | Comtat de Glades       |
| Comtat de Gulf | Port St. Joe       | 1925            | A partir del comtat de Calhoun.                                                      | Pel golf de Mèxic. | 15.876          | 1.463 km²  | Comtat de Gulf         |
| Hamilton       | Jasper             | 1827            | A partir del comtat de Jefferson.                                                    | Per Alexander Hamilton, un dels Pares fundadors dels Estats Units i primer Secretari del Tresor.                                                | 14.334          | 1.334 km²  | Comtat de Hamilton     |
| Hardee         | Wauchula           | 1921            | A partir del comtat de DeSoto.                                                       | Per Cary A. Hardee, governador de Florida. | 26.068          | 1.650 km²  | Comtat de Hardee       |
| Hendry         | Labelle            | 1923            | A partir del comtat de Lee.                                                          | Per Francis A. Hendry, colon i polític de Florida.                                                                                              | 46.130          | 2.986 km²  | Comtat de Hendry       |
| Hernando       | Brooksville        | 1843            | A partir dels comtat de Alachua i Hillsborough.                                      | Per Hernando de Soto, conqueridor espanyol. | 218.150         | 1.238 km²  | Comtat d'Hernando      |
| Highlands      | Sebring            | 1921            | A partir del comtat de DeSoto.                                                       | Pel terreny muntanyós del comtat. | 109.778         | 2.663 km²  | Comtat de Highlands    |
| Hillsborough   | Tampa              | 1834            | A partir del comtat d'Alachua.                                                       | Per Wills Hill, comte de Hillsborough, exsecretari d'Estat per a les Colònies.                                                                  | 1.581.426       | 2.722 km²  | Comtat de Hillsborough |
| Holmes         | Bonifay            | 1848            | A partir dels comtats de Jackson i Walton.                                           | Pel riu Holmes Creek, que forma el límit oriental del comtat.                                                                                   | 19.876          | 1.248 km²  | Comtat de Holmes       |
| Indian River   | Vero Beach         | 1925            | A partir del comtat de St. Lucie.                                                    | Per riu Indian, que travessa el comtat. | 172.139         | 1.303 km²  | Comtat d'Indian River  |
| Jackson        | Marianna (Florida) | 1822            | A partir del comtat d'Escambia.                                                      | Per Andrew Jackson, setè president dels Estats Units.                                                                                           | 49.980          | 2.372 km²  | Comtat de Jackson      |
| Jefferson      | Monticello         | 1827            | A partir del comtat de Leon.                                                         | Per Thomas Jefferson, tercer president dels Estats Units i principal autor de la Declaració d'independència.                                    | 15.921          | 1.549 km²  | Comtat de Jefferson    |
| Lafayette      | Mayo               | 1856            | A partir del comtat de Madison.                                                      | Per Per Gilbert du Motier, marquès de La Fayette, general francès aristòcrata i militar francès que participà en la Guerra d'Independència.     | 8.640           | 1.406 km²  | Comtat de Lafayette    |
| Lake           | Tavares            | 1887            | A partir dels comtats d'Orange i Sumter.                                             | Per la gran quantitat de llacs del comtat. | 444.204         | 2.468 km²  | Comtat de Lake         |
| Lee            | Fort Myers         | 1887            | A partir del comtat de Monroe.                                                       | Per Per Robert E. Lee, general confederat durant la Guerra Civil.                                                                               | 860.959         | 2.082 km²  | Comtat de Lee          |
| Leon           | Tallahassee        | 1824            | A partir del comtat de Gadsden.                                                      | Per Juan Ponce de León, explorador i conqueridor espanyol.                                                                                      | 300.488         | 1.728 km²  | Comtat de Leon         |
| Levy           | Bronson            | 1845            | A partir del comtat d'Alachua.                                                       | Per David Levy Yulee, un dels senadors originals dels Estats Units.                                                                             | 47.765          | 2.896 km²  | Comtat de Levy         |
| Liberty        | Bristol            | 1855            | A partir del comtat de Gadsden.                                                      | Per l'ideal patriòtic de llibertat. | 7.955           | 2.165 km²  | Comtat de Liberty      |
| Madison        | Madison            | 1827            | A partir del comtat de Jefferson.                                                    | Per James Madison, quart president dels Estats Units.                                                                                           | 18.364          | 1.792 km²  | Comtat de Madison      |
| Manatee        | Bradenton          | 1855            | A partir del comtat de Hillsborough.                                                 | Pel manatí del Carib. | 458.352         | 1.919 km²  | Comtat de Manatee      |
| Marion         | Ocala              | 1844            | A partir dels comtats d'Alachua, Hillsborough i Mosquito.                            | Per Francis Marion, militar que serví a la Guerra franco-índia i a la Guerra d'Independència.                                                   | 428.905         | 4.090 km²  | Comtat de Marion       |
| Martin         | Stuart             | 1925            | A partir del comtat de Palm Beach.                                                   | Per John W. Martin, governador de Florida en el moment de la creació del comtat.                                                                | 165.666         | 1.440 km²  | Comtat de Martin       |
| Miami-Dade     | Miami              | 1836            | A partir del comtat de Monroe. Anomenat comtat de Dade fins al 1997.                 | Per la ciutat de Miami i per Francis L. Dade, major de l'exèrcit dels Estats Units durant les Guerres Seminola.                                 | 2.838.461       | 5.040 km²  | Comtat de Miami-Dade   |
| Monroe         | Key West           | 1823            | A partir del comtat de St. Johns.                                                    | Per James Monroe, cinquè president dels Estats Units.                                                                                           | 80.908          | 2.582 km²  | Comtat de Monroe       |
| Nassau         | Fernandina Beach   | 1824            | A partir del comtat de Duval.                                                        | Pel ducat alemany de Nassau. | 104.376         | 1.689 km²  | Comtat de Nassau       |
| Okaloosa       | Crestview          | 1915            | A partir dels comtats de Santa Rosa i Walton.                                        | Per una paraula choctaw que significa "un lloc agradable", "aigua negra" o "lloc preciós".                                                      | 220.483         | 2.424 km²  | Comtat d'Okaloosa      |
| Okeechobee     | Okeechobee         | 1917            | A partir dels comtat d'Osceola i St. Lucie.                                          | Pel llac Okeechobee, que al seu torn prové de les paraules hitchiti per a "aigua gran".                                                         | 42.369          | 2.005 km²  | Comtat d'Okeechobee    |
| Orange         | Orlando            | 1824            | A partir del comtat de St. Johns. Es va anomenat comtat de Mosquito fins al 1845.    | Per la taronja, producte principal del comtat.                                                                                                  | 1.533.646       | 2.352 km²  | Comtat d'Orange        |
| Osceola        | Kissimmee          | 1887            | A partir dels comtats de Brevard i Orange.                                           | Per Osceola, líder dels seminoles durant la Segona Guerra Seminola.                                                                             | 468.058         | 3.424 km²  | Comtat d'Osceola       |
| Palm Beach     | West Palm Beach    | 1909            | A partir del comtat de Miami-Dade.                                                   | Per la gran quantitat de palmeres del comtat.                                                                                                   | 1.582.055       | 5.268 km²  | Comtat de Palm Beach   |
| Pasco          | Dade City          | 1887            | A partir del comtat d'Hernando.                                                      | Per Samuel Pasco, soldat confederat i senador dels Estats Units per Florida.                                                                    | 659.114         | 1.930 km²  | Comtat de Pasco        |
| Pinellas       | Clearwater         | 1912            | A partir del comtat de Hillsborough.                                                 | Del castellà Punta Piñal o Punta de Pinos. | 965.870         | 725 km²    | Comtat de Pinellas     |
| Polk           | Bartow             | 1861            | A partir dels comtats de Brevard i Hillsborough.                                     | Per James Knox Polk, onzè president dels Estats Units.                                                                                          | 852.878         | 4.856 km²  | Comtat de Polk         |
| Putnam         | Palatka            | 1849            | A partir dels comtats d'Alachua i St. Johns.                                         | Per Benjamin A. Putnam, soldat durant la Segona Guerra Seminola i legislador de Florida.                                                        | 77.301          | 1.870 km²  | Comtat de Putnam       |
| Saint Johns    | Saint Augustine    | 1821            | Comtat original                                                                      | Pel riu St. Johns, que al seu torn deriva de la missió franciscana de San Juan del Puerto.                                                      | 334.928         | 1.577 km²  | Comtat de St. Johns    |
| Saint Lucie    | Fort Pierce        | 1905            | A partir del comtat de Brevard.                                                      | Per la màrtir cristiana Llúcia de Siracusa, coneguda com a Santa Llúcia.                                                                        | 390.670         | 1.481 km²  | Comtat de St. Lucie    |
| Santa Rosa     | Milton             | 1842            | A partir del comtat d'Escambia.                                                      | Per l'illa de Santa Rosa, que al seu torn rep el nom per Santa Rosa de Viterbo.                                                                 | 207.653         | 2.631 km²  | Comtat de Santa Rosa   |
| Sarasota       | Sarasota           | 1921            | A partir del comtat de Manatee.                                                      | Probablement per una paraula nativa. | 476.604         | 1.481 km²  | Comtat de Sarasota     |
| Seminole       | Sanford            | 1913            | A partir del comtat d'Orange.                                                        | Per la nació seminola. | 494.605         | 798 km²    | Comtat de Seminole     |
| Sumter         | Bushnell           | 1853            | A partir del comtat de Marion.                                                       | Per Thomas Sumter, plantador, militar i polític estatunidenc.                                                                                   | 154.693         | 1.414 km²  | Comtat de Sumter       |
| Suwannee       | Live Oak           | 1858            | A partir del comtat de Columbia.                                                     | Pel riu Suwannee que travessa el comtat. | 47.536          | 1.782 km²  | Comtat de Suwannee     |
| Taylor         | Perry              | 1856            | A partir del comtat de Madison.                                                      | Per Zachary Taylor, dotzè president dels Estats Units.                                                                                          | 21.843          | 2.699 km²  | Comtat de Taylor       |
| Union          | Lake Butler        | 1921            | A partir del comtat de Bradford.                                                     | | 15.738          | 622 km²    | Comtat de Union        |
| Volusia        | DeLand             | 1854            | A partir del comtat d'Orange.                                                        | D'etimologia incerta. | 602.772         | 2.865 km²  | Comtat de Volusia      |
| Wakulla        | Crawfordville      | 1843            | A partir del comtat de Leon.                                                         | Pel riu Wakulla, de la paraula castellana "guacara" que és corrupció d'una paraula muskogi utilitzada per descriure la massa d'aigua.           | 37.115          | 1.572 km²  | Comtat de Wakulla      |
| Walton         | DeFuniak Springs   | 1824            | A partir dels comtat d'Escambia i Jackson.                                           | Per George Walton, primer secretari del Territori de Florida.                                                                                   | 89.666          | 2.740 km²  | Comtat de Walton       |
| Washington     | Chipley            | 1825            | A partir dels comtats de Jackson i Walton.                                           | Per George Washington, primer president dels Estats Units.                                                                                      | 26.503          | 1.502 km²  | Comtat de Washington   |

## Antics comtats
Al llarg de la història de l'estat s'ha abolit un comtat:
El comtat de Fayette va ser creat el 1832 a partir d'una part del comtat de Jackson a l'est del riu Chipola, amb la seu del comtat a Ochesee (actualment al comtat de Calhoun). El 1834, es va fusionar amb el comtat de Jackson.

## Canvis de nom
Cinc comtats de Florida han canviat de nom. La majoria dels canvis es van produir entre 1845 i 1861, durant els primers setze anys de vida de l'estat de Florida.
- Comtat de Benton (1845-1861): El comtat d'Hernando es va anomenar Benton durant el període 1844–1850, recuperant posteriorment el nom original. Es va anomenar així per Thomas Benton, senador dels Estats Units per Missouri que va donar suport a la Llei d'Ocupació Armada (Florida Armed Occupation Act) de 1842 per desallotjar els nadius americans de Florida.
- Comtat de Dade (1836-1997): Va canviar el nom a comtat de Miami-Dade el 1997, per tal de beneficiar-se del nom internacionalment reconegut de la ciutat de Miami.
- Comtat de Mosquito (1824-1845): Va ser rebatejat com a comtat d'Orange el 1845. El nom provenia del nom donat pels espanyols, "Los Mosquitos", a tota la costa que incloïa els comtats actuals de Volusia, Brevard, Indian River, St. Lucie, Marion, Martin, Seminole, Osceola, Orange, Lake, Polk i Palm Beach.
- Comtat de New River (1858–1861): Va canviar el nom a comtat de Bradford el 1861. El nom provenia del riu New River, un afluent del riu Santa Fe, d'uns 50 km de longitud. El riu es va utilitzar com a frontera per crear el comtat d'Union a partir del comtat de Bradford el 1921.
- Comtat de Saint Lucie (1844-1855): Va canviar el nom a comtat de Brevard el 1855. El nom provenia de la màrtir cristiana Llúcia de Siracusa, coneguda com a Santa Llúcia.[11]

## Comtats proposats
Vuit propostes de comtat no varen arribar a concretar-se:
- Comtat de Leigh Read: proposta de creació el 1842 a partir de rebatejar el comtat de Mosquito, que en aquell moment incloïa els comtats actuals d'Orange, Seminole i Volusia, així com parts dels comtats de Lake, Osceola, Polk i Brevard. Agafa el nom en honor del general i legislador Leigh Read.
- Comtat de Gulf: proposta de creació el 1887 a partir de la divisió el comtat de Hillsborough aproximadament al llarg dels límits moderns de Hillsborough-Pinellas. Agafa el nom pel golf de Mèxic.[15]
- Comtat de Bloxham: proposta de creació el 1915 a partir de la combinació de parts del comtat de Levy i del de Marion, amb la seu del comtat a Williston. Afaga el nom per William D. Bloxham, tretzè i dissetè governador de Florida[16]
- Comtat de Wilson: proposta de creació el 1917 a partir de la combinació de parts del comtat de Pinellas al nord de Dunedin i la meitat occidental del comtat de Pasco, amb la seu de comtat a Tarpon Springs. Agafa el nom per Woodrow Wilson, 28è president dels Estats Units.[17]
- Comtat de Miami: proposta de creació el 1947 com a ciudad-comtat consolidada per a la ciutat de Miami.
- Comtat d'Ocean: proposta de creació el 1981 a partir de la separació del comtat de Brevard de les comunitats de platja de les illes barrera des de Cap Canaveral fins a Sebastian Inlet. Agafa el nom de l'oceà Atlàntic[18]
- Comtat d'Ocean: proposta de creació el 1993 a partir de la separació de les comunitats de Jacksonville Beaches del comtat de Duval.[19][20]
- Comtat de Springs: proposta de creació el 2020 a partir de la divisió del comtat d'Alachua al llarg del carrer 34 a la localitat de Gainesville. Agafa el nom per la localitat de High Springs.[21][22]